# Pepi I
Pepi (I) fou un faraó de la dinastia VI de l'antic Egipte que va governar vers el 2200 aC segons la cronologia mínima i cent anys abans, segons la màxima. El seu nom d'Horus fou Meritawi ('El que estima les dues terres' o 'El que és estimat per les dues terres'); el nom Nebti fou Merikhetnebti ('Cos estimat'); el nom d'Horus d'or Bikunub ('Falcons daurats'); el Sa Ra Nefersaher ('Horus dona perfecta protecció') o Merire ('Estimat de Re'); nom de naixença Pepi.
És el Phiops de Manethó, que li dona un regnat de 53 anys, que els egiptòlegs consideren força aproximat.
El papir de Torí l'esmenta amb un regnat de 20 anys, que es pensa que és un error, ja que és massa curt, car Pepi va iniciar el seu govern molt jove i el mateix papir indica que va fer el 25è cens bianual de ramats, cosa confirmada per inscripcions a les pedreres d'alabastre d'Hatnub (altres pedreres esmenten també els festivals de Sed, periòdics, que també orienten sobre la duració del regnat). És possible que fos proclamat de nen a la mort del seu pare Teti II, i després d'un temps, Userkare ocupés el poder fins a la seva mort, quan Pepi va recuperar el poder. La seva mare fou la reina Ipuit. A l'inici del seu regnat, va fer esborrar el nom del seu predecessor, amb el qual sembla, doncs, que va estar en conflicte.
Es va casar amb Uereimtes (possible reina principal), Ankhnesmerire I i Ankhnesmerire II, filles de Khui (un poderós noble local d'Abidos). La seva relació amb Nebuunet (Nebwanet), Inenek-Inti, Nedjeftet, Meretites i Ankhenespepi III no està prou ben establerta, però segurament foren dones secundàries. Uereimtes, probablement, fou executada després de ser descobert un complot contra la vida del faraó del qual la reina n'era part junt amb el visir Rewer, i que hauria passat quan Pepi feia més de 40 anys que governava; sembla que, en la conspiració, hi tenia part també la mare d'Userkare, probablement per retornar el tron a la seva branca. Amb Ankhnesmerire I, potser s'hi va casar després de descobrir el complot de la seva dona principal i, quan va morir, es va casar amb sa germana, que va prendre el nom d'Ankhnesmerire II. Algunes reines estan enterrades en piràmides subsidiàries a Saqqara.
Va tenir almenys dos fills, Merenre (I) i Pepi (II), dels quals se sap que Ankhnesmerire I i Ankhnesmerire II n'eren les seves respectives mares. Va tenir també almenys una filla, Nieth, casada amb el seu germanastre Pepi (II). El germà de les reines Ankhnesmerire I i II, Djau, fou visir del faraó.
Se l'esmenta en un decret trobat a Coptos, en un altre a Dashur, en les biografies a la tomba del cap militar Weni i del visir Djau a Abidos; a la tomba d'Ibi a Deir al-Gabrawi, a la de Meriankhptahmerire a Guiza, a la de Qar a Edfú i en algunes altres. Es va trobar a Nekhen una gran estàtua de coure a finals del segle xix avui al Museu d'Antiguitats Egípcies del Caire. També es van trobar dues estàtues en alabastre, probablement procedents del temple de Denderah.
Va construir una capella a Bubastis i algunes construccions a Abidos, Tanis, Denderah, Coptos i Elefantina.
Se sap que va dirigir una expedició contra els nòmades beduïns del Sinaí i alguna vers Núbia, on va establir una guarnició. Explotava pedreres d'alabastre a Hatnub, de turqueses i coure a Maghara, i de pedra al Wadi Hammamat. Comerciava probablement amb Biblos i amb Ebla, a l'Eufrates.
El culte a Re va patir un descens. No va poder aturar el reforçament dels nobles territorials.
El seu monument funerari és una piràmide al sud de Saqqara anomenada Mennevermare, que després va passar a tota la zona i la ciutat es va dir Mennefer (d'on ve Memfis, el seu nom grec). La piràmide està al sud de la de Teti, a 400 metres del complex funerari de Djoser i a 300 metres de la de Djedkare. Fou restaurada durant la dinastia XIX. Com passava amb les piràmides a partir de la d'Unas, tenia els texts gravats a la cambra funerària. Tenia 79 metres de costat i més de 50 d'alçària (similar a la de Teti II), però avui només resten 12 metres en ruïnes. El temple funerari era més gran que el de Teti II.
El va succeir el seu fill gran Merenre I.